# Kellermann
Kellermann ist ein deutscher Familienname.

## Namensträger
- Alfred Kellermann (1920–2016), deutscher Jurist und Richter
- Benzion Kellermann (1869–1923), deutscher Philosoph und Rabbiner
- Bernhard Kellermann (1879–1951), deutscher Schriftsteller
- Bernard Georg Kellermann (1776–1847), deutscher Theologe und Geistlicher, Bischof von Münster
- Berthold Kellermann (1853–1926), deutscher Pianist, Klavierpädagoge und Hochschullehrer
- Britta Kellermann (* 1979), deutsche Politikerin (Bündnis 90/Die Grünen)
- Constantin Cäsar Kellermann (1807–1888), deutscher Jurist und Politiker
- Elisabeth Kellermann (1892–1979), deutsche Zeichenlehrerin und Illustratorin
- Ernst Walter Kellermann (1915–2012), deutsch-britischer Physiker
- Florian Kellermann (* 1973), deutscher Journalist
- François-Christophe Kellermann, duc de Valmy, französischer General, Pair und Marschall von Frankreich
- François Christophe Edmond Kellermann (1802–1868), französischer Diplomat
- François-Étienne Kellermann (1770–1835), französischer Kavalleriegeneral
- Georg Kellermann (Gewerkschafter) (1853–1925), deutscher Gewerkschafter
- Georg Kellermann (Fußballspieler) (* 1934), deutscher Fußballspieler
- Georgine Kellermann (* 1957), deutsche Fernsehjournalistin
- Guido Kellermann (* 1970), deutscher Fernsehmoderator
- Henry J. Kellermann (1910–1998), deutschamerikanischer Jurist und Diplomat
- Hermann Kellermann (Industrieller) (1875–1965), deutscher Montanindustrieller
- Hermann Kellermann (Politiker) (1887–1954), deutscher Politiker (USPD, KPD, SED)
- Ingeborg Weber-Kellermann (1918–1993), deutsche Volkskundlerin
- Jim Kellermann (* 1995), englischer Fußballspieler
- Jucci Kellermann (1921–1993), italienische Schauspielerin
- Karl Kellermann (1893–1967), deutscher Chemiker und Hochschullehrer
- Karina Kellermann, deutsche Germanistin und Hochschullehrerin
- Kaspar Kellermann (1600–1629), deutsches Opfer der Hexenverfolgungen
- Kenneth Kellermann (* 1937), US-amerikanischer Astronom
- Klaus Kellermann (* 1939), deutscher Radrennfahrer
- Lone Kellermann (1943–2005), dänische Sängerin und Schauspielerin
- Marcelle Kellermann (1919–2015), frankobritische Sprachwissenschaftlerin
- Mechthild Kellermann (* 1935), deutsche Bibliothekarin und Orientalistin
- Olaus Kellermann (1805–1837), dänischer Klassischer Philologe und Epigraphiker
- Paul Kellermann (Dokumentarfilmer) (1905–1991), deutscher Dokumentarfilmer
- Paul Kellermann (* 1937), deutsch-österreichischer Soziologe
- Philippe Kellermann (* 1980), deutscher Autor und Herausgeber
- Ralf Kellermann (* 1968), deutscher Fußballspieler und -trainer
- Rudolf Kellermann (1902–1973), deutscher Fabrikant
- Ruth Kellermann (Ethnologin) (1913–1999), deutsche Historikerin und Ethnologin
- Ruth Kellermann (Politikerin), deutsche Politikerin (NDPD), MdV
- Susan Kellermann (* 1944), US-amerikanische Schauspielerin
- Susanne Kellermann (* 1974), deutsche Kamerafrau, Regisseurin, Produzentin und Schauspielerin
- Sven Kellermann (* 1987), deutscher Volleyballspieler
- Theodor Kellermann (1911–1945), deutscher Geistlicher
- Thomas Kellermann (* 1970), deutscher Koch
- Ulrich Kellermann (* 1936), deutscher Theologe und Hochschullehrer
- Walter Kellermann (1923–1990), deutscher Comiczeichner und -autor
- Wilhelm Kellermann (Romanist) (1907–1980), deutscher Romanist und Mediävist
- Wilhelm Kellermann (Fußballspieler) (1936–2009), deutscher Fußballspieler